# Faux frais de producción

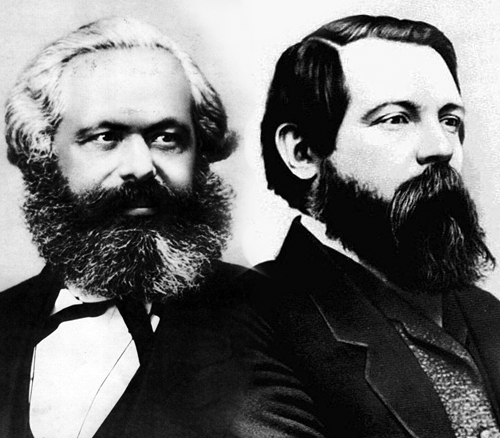
Los faux frais es un concepto utilizado por los marxistas.

Los faux frais de producción es un concepto utilizado por los economistas políticos clásicos y por Karl Marx en su crítica de la economía política. Se refiere a los "gastos incidentales de explotación" incurridos en la inversión productiva del capital, que no añaden por sí mismos nuevo valor a la producción. En la contabilidad social de Marx, los faux frais son un componente del capital constante o, alternativamente, se financian con una fracción de la nueva plusvalía.
Cuando los propietarios de capital invierten en producción, no sólo invierten en fuerza de trabajo, materiales, edificios y equipos (o medios de producción). También deben hacer frente a otra serie de gastos de funcionamiento. Estos pueden incluir todo tipo de cosas como contabilidad, formación, catering, limpieza y reparaciones, publicidad, seguros, servicios de seguridad, sobornos, impuestos y gravámenes, etc. Marx tiene en mente principalmente los gastos de circulación directamente necesarios e indispensables para mantener la producción en marcha, no los "beneficios marginales".
En una empresa moderna de tamaño medio o grande, los activos de capital fijo serán "por término medio" el mayor componente del desembolso anual de capital tangible. Después, los materiales y los salarios. Pero dependiendo de la naturaleza del negocio, el faux frais puede ser una proporción considerable del desembolso total de capital.
En general, Marx parece haber considerado los pagos netos de seguros e impuestos de los ingresos brutos de producción como parte de la plusvalía. Pero nunca se explayó sobre este punto en detalle; presumiblemente depende de la naturaleza de las propias reclamaciones de impuestos y seguros.
El profesor Makoto Itoh comenta: 

A diferencia de los costes de circulación puros, como los de contabilidad y publicidad, que son faux frais específicos sólo de una economía mercantil, algunas partes de los costes de almacenamiento y transporte pertenecen sustancialmente a procesos de producción que continúan en la esfera de la circulación y, por tanto, se añaden a la sustancia del valor y la plusvalía igual que los costes de producción. El resto de los costes de almacenamiento y transporte, junto con los costes de circulación puros, proceden del mero cambio en la forma del valor, y no pueden entrar en la sustancia del valor de las mercancías. Tales costes de circulación son faux frais que deben ser mantenidos por una parte de la plusvalía.